# حسینعلی نیری
حسینعلی نیّری (۸ مهر ۱۳۲۸ – ۱۴ فروردین ۱۴۰۴) روحانی شیعه و قاضی ایرانی، مشاور عالی رئیس قوه قضائیه ایران و رئیس دادگاه عالی انتظامی قضات از ۱۳۹۲ تا ۱۴۰۱ بود. او از اعضای اصلی «هیئت مرگ» در رویداد اعدام دسته‌جمعی زندانیان عقیدتی سیاسی ایران در تابستان ۱۳۶۷ بود.

## زندگی
او زاده ۱۳۳۵ بود. در نوجوانی به حوزه علمیه قم رفت و شاگرد محمدی گیلانی شد. پس از انقلاب اسلامی ایران و نقش گیلانی در عرصه سیاست به عنوان یکی از نزدیکان روح‌الله خمینی، نیری نیز وارد جریان‌های سیاسی وقت گردید. در سال ۱۳۶۲ و سن ۲۶ سالگی به عنوان حاکم شرع در زندان اوین که مخصوص زندانیان سیاسی بود منصوب شد. وی در سال ۱۳۶۷ احکام ویژه و مستقیمی برای رسیدگی به مشکلات قضایی در برخی استان‌ها از جمله لرستان، کرمانشاه و سمنان را مستقل از ساختار قوه قضائیه، از سید روح‌الله خمینی دریافت کرد.

## فعالیت ها

### دیوان عالی کشور
پس از درگذشت خمینی و آغاز رهبری سید علی خامنه‌ای، نیری از سوی محمد یزدی به سمت معاون دیوان عالی کشور منصوب شد و بیش از دو دهه در این منصب حضور داشت.

### ریاست دیوان عالی
نیری، سال‌ها در این سمت باقی ماند، تا در جریان اعدام زندانیان سیاسی در سال ۱۳۶۷، از طرف روح‌الله خمینی رهبر وقت جمهوری اسلامی ایران به عنوان حاکم شرع برای محاکمه زندانیان سیاسی در تهران گمارده شد.
حسینعلی منتظری در کتاب خاطرات خود تصویر حکم صادره روح‌الله خمینی برای وی را آورده است:

 «از آنجا که منافقین خائن به هیچ وجه به اسلام معتقد نبوده و هر چه می‌گویند از روی حیله و نفاق آنهاست و به اقرار سران آنها از اسلام ارتداد پیدا کرده‌اند، با توجه به محارب بودن آنها و جنگ کلاسیک آنها در شمال و غرب و جنوب کشور با همکاری‌های حزب بعث عراق و نیز جاسوسی آنها برای صدام علیه ملت مسلمان ما و با توجه به ارتباط آنان با استکبار جهانی و ضربات ناجوانمردانهٔ آنان از ابتدای تشکیل نظام جمهوری اسلامی تا کنون، کسانی که در زندان‌های سراسر کشور بر سر موضع نفاق خود پافشاری کرده و می‌کنند، محارب و محکوم به اعدام می‌باشند و تشخیص موضوع نیز در تهران با رای اکثریت آقایان حجت‌الاسلام نیری دامت افاضاته (قاضی شرع) و جناب آقای اشراقی (دادستان تهران) و نماینده‌ای از وزارت اطلاعات می‌باشد، اگر چه احتیاط در اجماع است، و همین‌طور در زندانهای مراکز استان کشور رای اکثریت آقایان قاضی شرع، دادستان انقلاب یا دادیار و نماینده وزارت اطلاعات لازم الاتباع می‌باشد، رحم بر محاربین ساده‌اندیشی است، قاطعیت اسلام در برابر دشمنان خدا از اصول تردیدناپذیر نظام اسلامی است، امیدوارم با خشم و کینه انقلابی خود نسبت به دشمنان اسلام رضایت خداوند متعال را جلب نمایید، آقایانی که تشخیص موضوع به عهده آنان است وسوسه و شک و تردید نکنند و سعی کنند اشداء علی الکفار باشند. تردید در مسائل قضایی اسلام انقلابی نادیده گرفتن خون پاک و مطهر شهدا می‌باشد. والسلام»

### حاکم شرع در اموال باقیمانده حکومت پهلوی
در نیمه دوم اردیبهشت ۱۳۶۸ مهدی کروبی و حسن صانعی گردانندگان مجمع روحانیون مبارز که از نقش بدون گفتگوی حسینعلی نیری در اعدام زندانیان سیاسی آگاه بودند ضمن تأکید بر «وارستگی» و «قاطعیت» نیری از خمینی می‌خواهند که وی را این بار مأمور صدور احکام علیه غارتگران بیت‌المال کند:

 «.. . با سلام و تحیات خالصانه و اظهار تشکر از اعتمادی که نسبت به اینجانبان ابراز فرموده‌اید معروض می‌دارد، در اجرای فرمان مبارک مورخ ۶۸/۲/۶ آن حضرت نسبت به اموالی که در اختیار ولی فقیه است حسب اظهار نظر مطلعین، پرونده‌های زیادی در رابطه با موضوع حکم حضرتعالی مربوط به غارتگران بیت المال و وابستگان به رژیم طاغوت در محاکم وجود دارد که صرف نظر از مشکلات دست و پاگیر رسیدگی عادی به آنها چندین سال به طول می‌انجامد و این امر موجب اضرار بیت المال وحقوق محرومین و مستضعفین جامعه می‌شود. علیهذا از محضرتان استدعا می‌شود در صورت صوابدید جهت پیشرفت امور و ضایع نشدن حق فقرا و مستمندان به مسئولان قضایی مربوطه دستور فرمایید تا بدین پرونده‌ها خارج از ضوابط دست و پاگیر حاکم بر دادگاه‌ها طبق موازین شرع انور رسیدگی شود و فردی را برای این کار انتخاب نمایند؛ و از آنجا که جناب حجت الاسلام و المسلمین آقای نیری فردی وارسته، قاطع و مورد توجه حضرتعالی است و نیز مورد توجه قضای کشور است برای مسئولیت این امر پیشنهاد می‌شود. والسلام علیکم و رحمه الله و برکاته. مهدی کروبی - حسن صانعی»

### اعدام زندانیان سیاسی در سال ۱۳۶۷
حسینعلی نیری در سال ۱۳۶۷ از سوی خمینی مأمور شد تا در مورد زندانیانی که «بر سر موضع نفاق خود پافشاری کرده و می‌کنند»، تصمیم بگیرد. او به عنوان حاکم شرع تهران، عضو کمیته‌ای موسوم به «هیئت مرگ» بود که پس از طرح چند سؤال در مورد عقاید سیاسی و مذهبی زندانیان، برای اعدام یا زنده ماندن آن‌ها تصمیم می‌گرفت. حسینعلی منتظری از حسینعلی نیری، حاکم شرع، مرتضی اشراقی، دادستان وقت تهران همراه با سید ابراهیم رئیسی، معاون وقت دادستان تهران، و مصطفی پورمحمدی، نماینده وقت وزارت اطلاعات به عنوان دست‌اندرکاران اعدام زندانیان سیاسی در سال ۱۳۶۷ نام می‌برد که طی آن چند هزار تن زندانی که مشغول گذراندن احکام زندان خود بودند به اتهام باقی بودن بر سر مواضع خود بعد از عملیات مرصاد، اعدام شدند.
سازمان عفو بین‌الملل با انتشار گزارشی در سال ۲۰۱۹، حسینعلی نیری را به دلیل عضویت در هیئت چهار نفره مسئول در کشتار زندانیان سیاسی در سال ۱۳۶۷ موسوم به «هیئت مرگ»، به ارتکاب جنایت علیه بشریت متهم کرده است.

### عضو هیئت مرگ
«ناصریان (محمد مقیسه) من را برد روی یک صندلی چوبی نشاند و گفت چشم‌بندت را بردار! چشم‌بند را که برداشتم هیئت را در مقابلم دیدم و نیری، اشراقی و پورمحمدی را شناختم. نیری را آن زمان شاید همه مردم ایران می‌شناختند که کمتر از مرگ حکم نمی‌داد». (گفتار یکی از بازماندگان قتل‌عام ۱۳۶۷ در هنگام محاکمه شدن یکی از عاملان قتل‌عام)

در منابع گوناگونی، از حسین‌علی نیری (حاکم پیشین شرع)، مرتضی اشراقی (دادستان پیشین تهران) به همراه سید ابراهیم رئیسی (معاون پیشین دادستان تهران) و مصطفی پورمحمدی (نمایندهٔ وقت وزارت اطلاعات) به عنوان مسئولان هیئت مرگ یاد شده است.

## حواشی

### انکار صدور حکم اعدام محمدی گیلانی برای پسرش
وی در مهر ۱۳۹۱، با ارسال نامه‌ای به روزنامه جمهوری اسلامی، صدور حکم اعدام به‌وسیله محمدی گیلانی برای کاظم محمدی گیلانی (فرزندش که به عضویت سازمان مجاهدین خلق درآمده‌بود) را کذب خواند.

### تصاحب خانه حسن شماعی‌زاده
در تاریخ ۱۶ فروردین ۱۳۹۷ حسن شماعی‌زاده، حسینعلی نیری را متهم کرد که خانه‌اش در «خیابان نیاوران. خیابان فیضیه. خیابان جبلی کوچه مریم. نبش بُن‌بست ۲» را به نفع خودش مصادره و آن را تصاحب کرده و با «جعل سند» آن را برای فروش در بازار مسکن گذاشت.

## درگذشت
حسینعلی نیری ۱۴ فروردین ۱۴۰۴ درگذشت و در صحن ۷۲ تن شهدا به خاک سپرده شد.
قوه قضائیه طی بیانیه‌ای اعلام کرد که علت مرگ نیری بیماری بوده است.